# Centaurea carratracensis
Centaurea carratracensis — вид рослин роду волошка (Centaurea), з родини айстрових (Asteraceae).

## Біоморфологічна характеристика
Рослина заввишки 15–50(60) см.

## Середовище проживання
Ендемік півдня Іспанії. Зростає на кам'янистих ґрунтах; на висотах 300–1000 метрів.

## Галерея

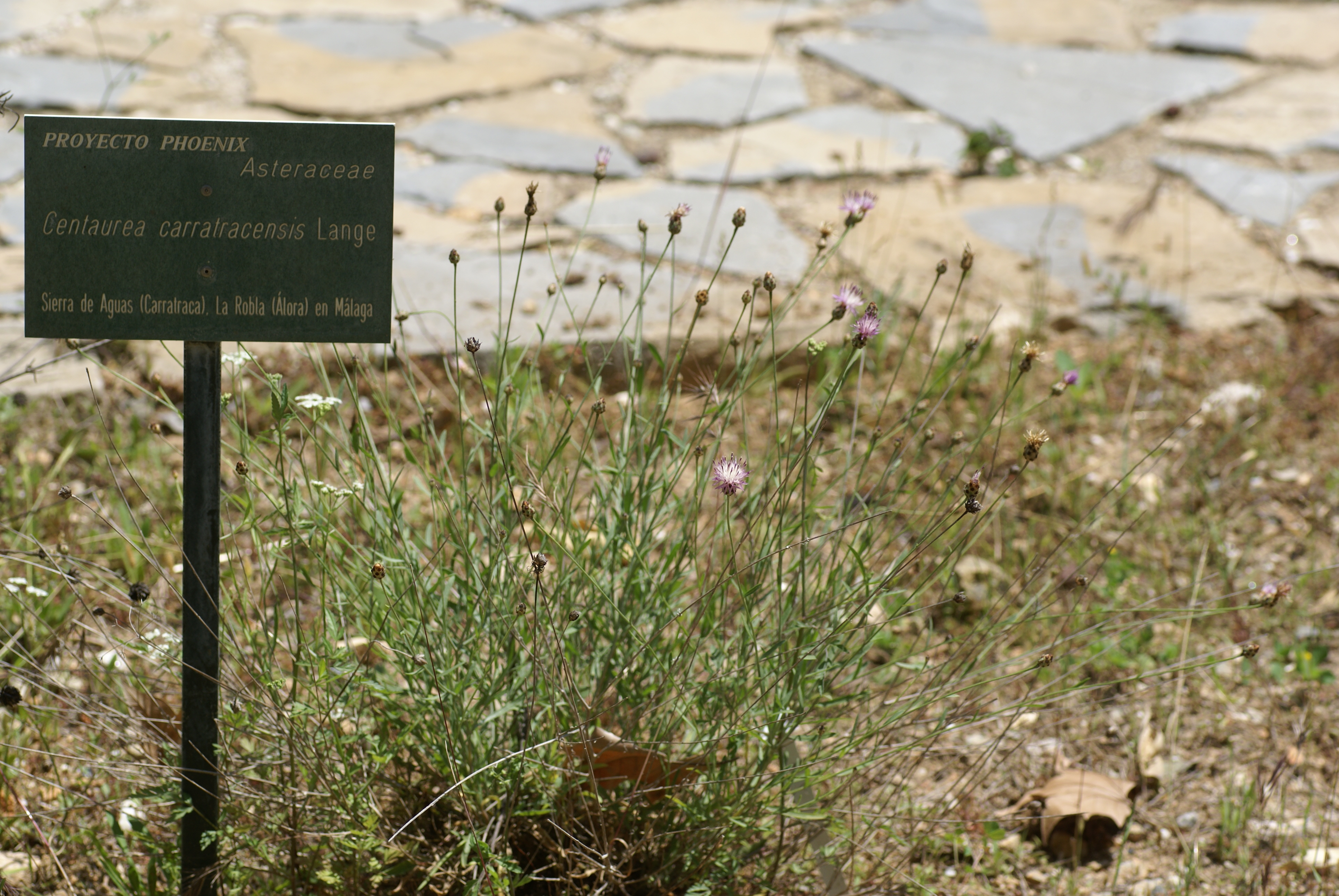
загальний вигляд
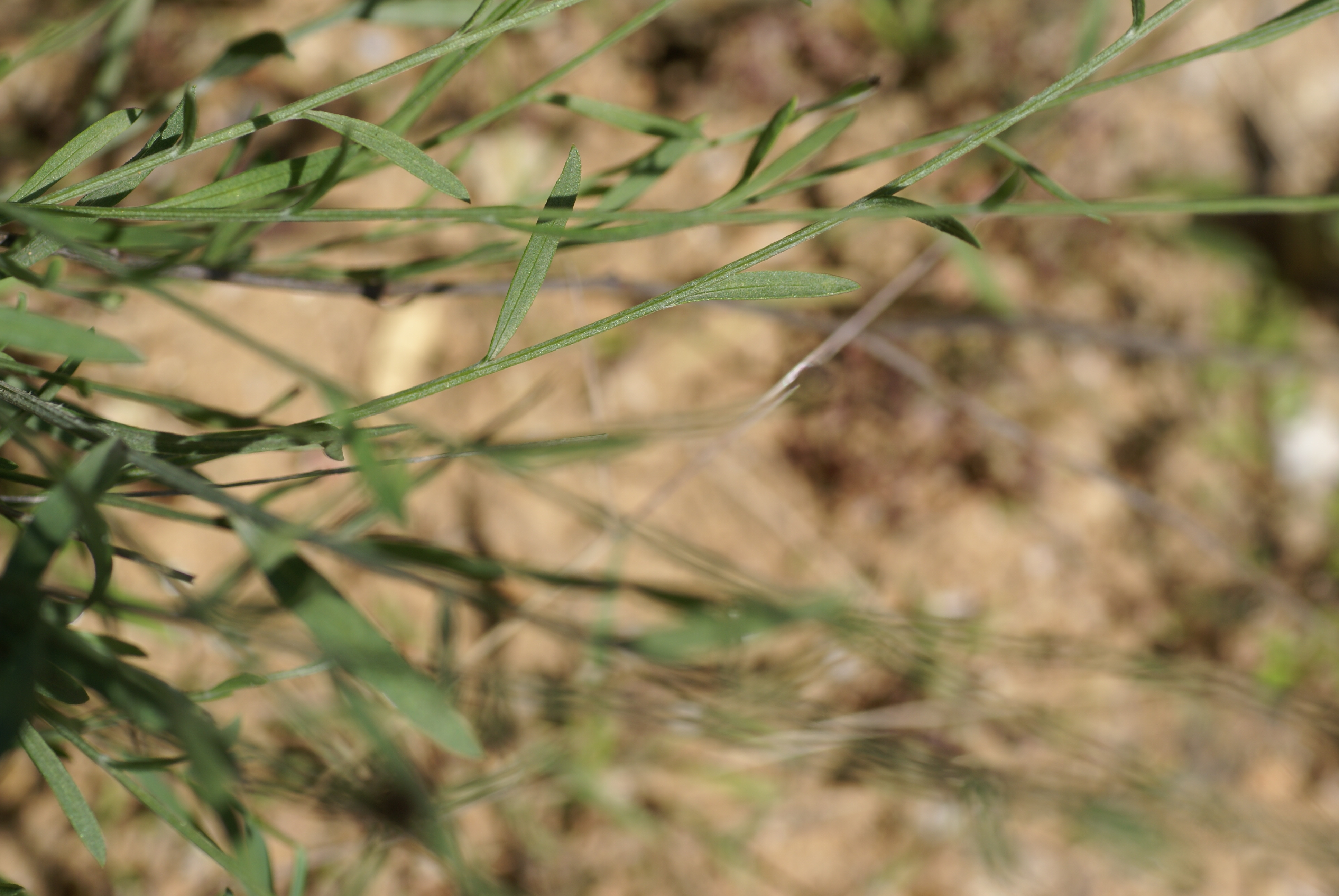
листки